# Cerro La Teta
La Teta es un cerro testigo ubicado en el extremo noroccidental de Suramérica, al norte de Colombia. Pertenece al Macizo Guajiro, contando con una altura aproximada de 370 metros. Se encuentra en La Guajira, un departamento del mencionado país.

## Geografía
Localización
El cerro La Teta está situado al margen suroriental de la península de La Guajira, a 10km de la costa del golfo de Venezuela en la ensenada de El Calabozo. Es la elevación más meridional del Macizo Guajiro asentándose a 22 km al suroeste del cerro Huitpana y de la serranía Cocinas; y está rodeado de vegetación típica del lugar, propia de la sabana seca de la bajiplanicie guajira.
Geología
El suelo del cerro está compuesto por feldespato. Claramente se observa que este macizo antiguo contribuyó en el pasado, a la formación de la plataforma poco profunda  de la ensenada de El Calabozo al oeste golfo de Venezuela, por el transporte de toneladas de sedimentos que se depositaron por corrientes fluviales. Estudios geológicos señalan que, la glaciación que cubrió gran parte sur del mar Caribe moldearon rústicamente los cerros guajiros, ocasionando su rápida erosión.
Clima
La poca elevación de este cerro, impide la obtención de suficiente agua, tanto de la humedad atmosférica como de los frentes de precipitación. Sin embargo, logra atrapar la humedad producida en el golfo de Venezuela, que se desplaza lentamente en dirección este-oeste, a la vez que es atrapada la mayor cantidad de nubes por la serranía Kusinas. Asimismo capta las precipitaciones por la formación de frentes de nubes retenidos por dicha serranía, que alimenta dos arroyos que surcan a su alrededor las bases del cerro, en la época de lluvias.